# Ina Weisse

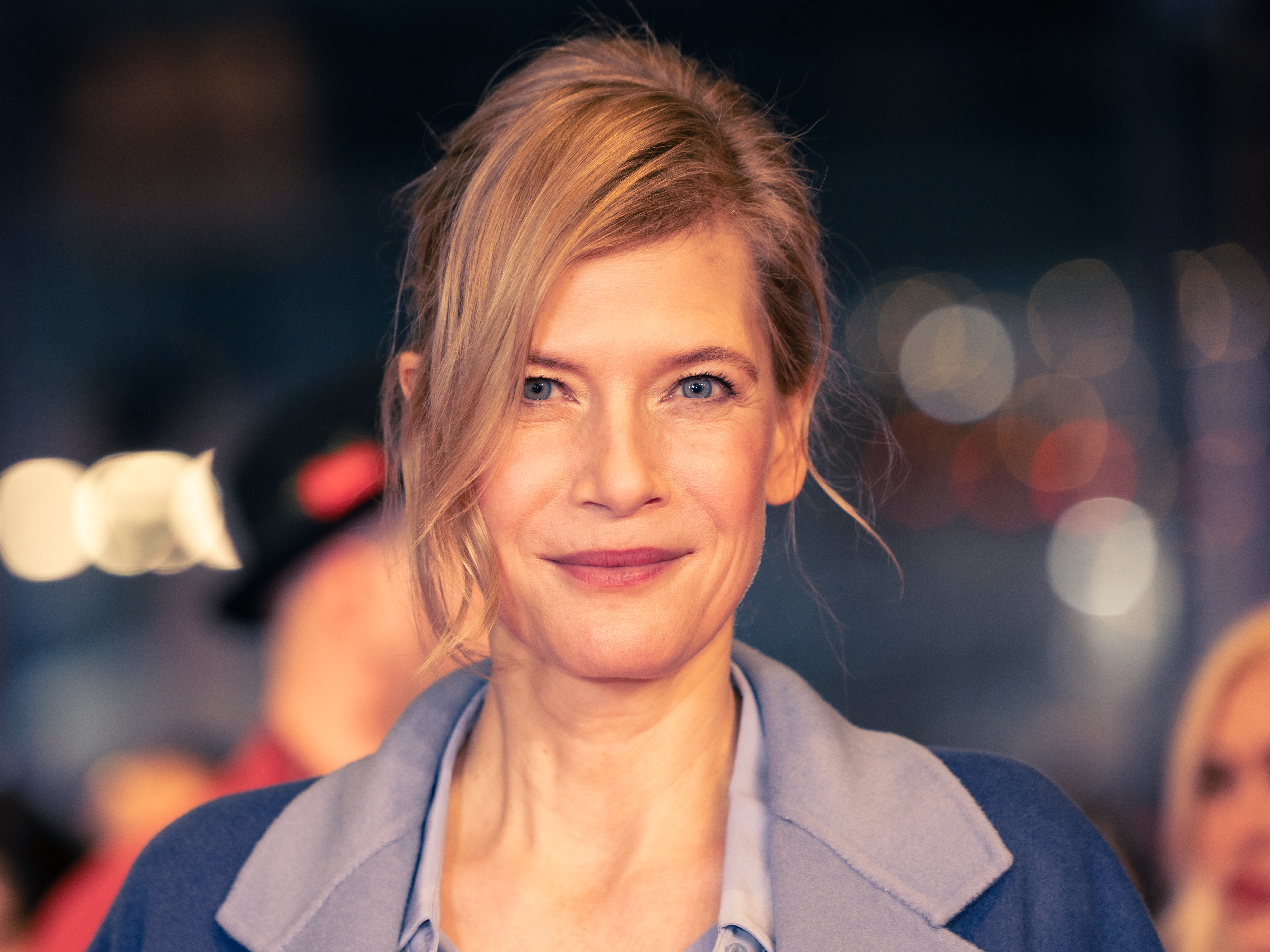
Ina Weisse auf der Berlinale 2025

Ina Weisse (* 12. Juni 1968 in West-Berlin) ist eine deutsche Schauspielerin und Filmregisseurin.

## Leben
Ina Weisse wuchs in West-Berlin auf. Ihre Mutter arbeitete als Lehrerin am Französischen Gymnasium in Berlin; ihr Vater Rolf D. Weisse ist Architekt. Sie besuchte die Waldorfschule und studierte nach dem Abitur Schauspiel an der Otto-Falckenberg-Schule in München. Erste Engagements folgten an den Münchner Kammerspielen und am Nationaltheater Mannheim. Von 1992 bis 1996 studierte sie Philosophie an der Universität Heidelberg und an der Pariser Sorbonne.
Im Jahr 1996 folgte ihr Kinodebüt in der Filmkomödie Echte Kerle (1996). Fortan war sie auch in Fernsehproduktionen zu sehen, so auch mehrfach in der Fernsehreihe Tatort. In Uwe Jansons Fernsehkomödie Single sucht Nachwuchs, basierend auf dem Buch von Ulrich Limmer, spielte sie 1998 neben Heino Ferch eine  Hauptrolle als alleinerziehende Witwe. Im Fernsehkrimi Liebestod (2000) übernahm sie an der Seite von Henry Hübchen und Leonard Lansink die Hauptrolle der Julia Nebe.
Von 2000 bis 2002 absolvierte sie an der Universität Hamburg ein Studium der Filmregie bei Hark Bohm. Ihr Abschlussfilm Alles anders wurde mit dem First Steps Award ausgezeichnet. 2003 spielte sie in der Filmkomödie Sams in Gefahr neben Ulrich Noethen die Rolle der Ehefrau und Mutter. In Torsten C. Fischers Fernsehspiel Katzenzungen, einer Charakterstudie dreier Freundinnen, verkörperte sie 2004 an der Seite von Meret Becker und Birge Schade die verstörte Claire. Im Jahr 2005 gehörte sie neben Iris Berben, Ulrich Noethen und Christoph Waltz auch zur Besetzung des prämierten Fernsehmehrteilers Die Patriarchin. In Martin Gypkens’ Episodenfilm Nichts als Gespenster (2006) nach dem gleichnamigen Erzählband von Judith Hermann gab Weisse die Architektin Irene, die den Schmerz einer gescheiterten Liebe dadurch betäubt, dass sie ihren besten Freund während einer gemeinsamen Island-Reise verführt. Darauf folgten Auftritte in der Fernsehserie Doktor Martin (2007) und im Fernsehthriller Duell in der Nacht (2007) neben Jürgen Vogel und Iris Berben.
2008 lieferte sie mit Der Architekt ihr Spielfilmdebüt als Regisseurin, für das sie zusammen mit Daphne Charizani auch das Drehbuch geschrieben hatte. Matthias Schweighöfer, Josef Bierbichler und Sandra Hüller spielten in dem Filmdrama die Hauptrollen, das 2009 auch auf der Berlinale gezeigt wurde und auf dem Max-Ophüls-Filmfestival den Preis für das beste Drehbuch erhielt.
Oftmals verkörpert Weisse Menschen am Abgrund, die zunächst sachlich und kontrolliert auftreten, jedoch im Verlauf der Handlung ihre komplexen Persönlichkeiten offenbaren, so etwa in Duell in der Nacht und Im Dschungel (2010). Hans W. Geißendörfer, der sie 2003 in seinem Filmdrama Schneeland besetzte, charakterisierte Weisse als eine „Menschenleserin“, die sich „bis in den kleinsten Seelenwinkel“ in eine Figur hineindenken und die intellektuelle Erkenntnis zudem sinnlich vermitteln könne. Für ihre Mitwirkung in den Fernsehfilmen Das Ende einer Nacht und Ein großer Aufbruch wurde sie 2012 und 2016 mit dem Deutschen Fernsehpreis als beste Schauspielerin ausgezeichnet. Für Das Ende einer Nacht erhielt sie 2013 den Adolf-Grimme-Preis.
Nach ihrem Dokumentarfilm Die Neue Nationalgalerie drehte sie 2018 den Kinofilm Das Vorspiel mit Nina Hoss in der Hauptrolle, eine deutsch-französische Koproduktion.
Ina Weisse ist mit dem Regisseur Matti Geschonneck verheiratet, mit dem sie für die Fernsehfilme Duell in der Nacht (2007), Tod in Istanbul (2009), Der Verdacht (2010), Das Ende einer Nacht (2011) und Ein großer Aufbruch (2015) zusammenarbeitete.

## Filmografie

### Als Schauspielerin
- 1994: Verliebt, verlobt, verheiratet (TV-Serie)
- 1995: Brüder auf Leben und Tod (TV-Film)
- 1996: Echte Kerle
- 1996: Tatort – Heilig Blut (TV-Reihe)
- 1997: Ein Vater unter Verdacht (TV-Film)
- 1997: Trügerische Nähe (TV-Film)
- 1997: Die Sexfalle (TV-Film)
- 1997: Weihnachten mit Willy Wuff – Mama braucht einen Millionär (TV-Film)
- 1998: Single sucht Nachwuchs (TV-Film)
- 1998: Der dreckige Tod (TV-Film)
- 1999: Das Verflixte Babyjahr – Nie wieder Sex?! (TV-Film)
- 2000: Liebestod (TV-Film)
- 2002: Im Visier der Zielfahnder (TV-Serie, zwölf Folgen)
- 2002: Zwei Affären und eine Hochzeit (TV-Film)
- 2002: Der Elefant – Mord verjährt nie (TV-Film)
- 2003: Ausgeliefert (TV-Film)
- 2003: Katzenzungen (TV-Film)
- 2003: Sams in Gefahr
- 2005: Die Patriarchin (TV-Miniserie)
- 2005: Schneeland
- 2005: Der Ermittler (TV-Serie, eine Folge)
- 2005: Kanzleramt (TV-Serie, eine Folge)
- 2006: Blackout – Die Erinnerung ist tödlich (TV-Serie, vier Folgen)
- 2006: Nichts als Gespenster
- 2007: Im Namen des Gesetzes – Tote auf Urlaub (TV-Serie)
- 2007: Duell in der Nacht (TV-Film)
- 2007: Tatort – Bevor es dunkel wird (TV-Reihe)
- 2007: Doktor Martin (TV-Serie, sechs Folgen)
- 2008: Mutig in die neuen Zeiten – Alles anders (TV-Film)
- 2008: Die Weisheit der Wolken (TV-Film)
- 2009: Polizeiruf 110 – Falscher Vater (TV-Reihe)
- 2009: Tatort – Schiffe versenken (TV-Reihe)
- 2010: Tod in Istanbul (TV-Film)
- 2010: Im Dschungel (TV-Film)
- 2010: Amigo – Bei Ankunft Tod (TV-Film)
- 2011: Der Verdacht (TV-Film)
- 2012: Mord in Ludwigslust (TV-Film)
- 2012: Das Ende einer Nacht (TV-Film)
- 2012: Der Teufel von Mailand (TV-Film)
- 2012: Tatort – Dinge, die noch zu tun sind (TV-Reihe)
- 2013: Adieu Paris
- 2013: Tod an der Ostsee (TV-Film)
- 2014: Die Flut ist pünktlich (TV-Film)
- 2014: Ich will dich (TV-Film)
- 2015: Das Dorf des Schweigens (TV-Film)
- 2015: Ein großer Aufbruch (TV-Film)
- 2015: Der Verlust (TV-Film)
- 2017: Ein starkes Team – Familienbande (TV-Reihe)
- 2018: Helen Dorn – Schatten der Vergangenheit (TV-Reihe)
- 2018: Werk ohne Autor
- 2018: Das Märchen von der Regentrude (TV-Film)
- 2019: Der Anfang von etwas (TV-Film)
- 2020: Gott – Von Ferdinand von Schirach (TV-Film)
- 2022: Liberame – Nach dem Sturm (TV-Miniserie)
- 2022: Das Netz – Prometheus (TV-Serie)
- 2024: Sie sagt. Er sagt. (Fernsehfilm)

### Als Regisseurin
- 2000: Lünow (Kurzfilm)
- 2001: Sonntags (Kurzfilm)
- 2002: Alles anders (Kurzfilm)
- 2004: Klara (Kurzfilm)
- 2008: Der Architekt
- 2017: Die Neue Nationalgalerie (Dokumentarfilm)
- 2019: Das Vorspiel
- 2025: Zikaden

## Theaterauftritte
- 1991: Der Held der westlichen Welt von John Millington Synge – Regie: Helmut Griem (Münchner Kammerspiele)
- 1992: Victor oder Die Kinder an der Macht von Roger Vitrac – Regie: Anna Badora (München)
- 1992: Die Komödie der Irrungen von William Shakespeare – Regie: Johannes Klaus (Nationaltheater Mannheim)
- 1993: Schillerprojekt – Regie: Amélie Niermeyer (Mannheim)
- 1993: Sloane Square von Marlene Streeruwitz – Regie: Tobias Lenel (Mannheim)
- 1994: Der Besuch der alten Dame von Friedrich Dürrenmatt – Regie: Lore Stefanek (Mannheim)
- 1994: Nora von Henrik Ibsen – Regie: Marc Zurmühle (Mannheim)
- 1994: Spiel der Illusionen von Pierre Corneille – Regie: Marc Zurmühle (Mannheim)

## Auszeichnungen
- 2002: First Steps Award in der Kategorie Regie für Alles anders
- 2002: Studio Hamburg Nachwuchspreis in der Kategorie Regie für Alles anders
- 2008: Nominierung für den Deutschen Fernsehpreis in der Kategorie Beste Schauspielerin Nebenrolle für Duell in der Nacht
- 2009: Max-Ophüls-Preis in der Kategorie Bestes Drehbuch für Der Architekt
- 2012: Deutscher Fernsehpreis in der Kategorie Beste Schauspielerin zusammen mit Barbara Auer für Das Ende einer Nacht
- 2012: Darstellerpreis des Günter-Rohrbach-Filmpreises zusammen mit Barbara Auer für Das Ende einer Nacht
- 2013: Grimme-Preis zusammen mit Matti Geschonneck, Magnus Vattrodt und Barbara Auer für Das Ende einer Nacht[3]
- 2013: Nominierung für die Goldene Kamera in der Kategorie Beste Schauspielerin für Das Ende einer Nacht
- 2015: Preis der Deutschen Akademie für Fernsehen in der Kategorie Beste Schauspielerin für Ich will dich
- 2016: Deutscher Fernsehpreis in der Kategorie Beste Schauspielerin für Ich will dich und Ein großer Aufbruch
- 2019: Nominierung für den Art Cinema Award beim Filmfest Hamburg für Das Vorspiel
- 2019: Nominierung für die Goldene Muschel beim Festival Internacional de Cine de San Sebastián für Das Vorspiel
- 2019: Nominierung für das Bronzene Pferd beim Internationalen Filmfestival von Stockholm für Das Vorspiel
- 2020: Nominierung für die Aurora beim Tromsø Internasjonale Filmfestival für Das Vorspiel